# Казарин, Андрей Николаевич
Андрей Николаевич Казарин (27 октября 1984, Пинск, Брестская область) — белорусский футболист, имеющий также российское гражданство, полузащитник и защитник клуба «ДЮСШ-3-Стэнлес».

## Биография
Воспитанник пинской СДЮШОР № 3, первый тренер — Вадим Александрович Беленко. Взрослую карьеру начал в клубе «Пинск-900», с которым в 2002 году поднялся из второй лиги в первую.
Летом 2003 года перешёл в клуб высшей лиги «Торпедо-СКА» (Минск), где провёл год, но выступал только за дубль. Часть сезона 2004 года провёл в российском клубе «Сахалин», игравшем в любительских соревнованиях. В 2005 году вернулся в минское «Торпедо», но клуб испытывал финансовые проблемы и был переведён сразу во вторую лигу, а на следующий год — в любительские соревнования.
В ходе сезона 2006 года перешёл в «Белшину» и сыграл свои первые матчи в высшей лиге Беларуси. Затем снова играл за «Сахалин», вышедший к тому времени в российский второй дивизион. Вернувшись на родину, играл в высшей лиге за «Сморгонь», «Неман» (Гродно) и «Торпедо» (Жодино), с жодинским клубом стал финалистом Кубка Беларуси 2009/10. Участник матчей Лиги Европы. После этого был на просмотре в «Уфе» и азербайджанском «Туране».
С 2011 года играл за клубы первой лиги — «Городея», СКВИЧ, «Днепр» (Могилёв). С «Днепром» стал победителем первой лиги 2012 года, но в следующем сезоне не играл на профессиональном уровне. В 2014 году вернулся в Пинск и провёл сезон в составе «Волны», с которой вылетел из первой лиги, следующий сезон снова пропустил. В 2016 году в очередной раз вернулся в «Волну», где провёл два сезона и в 2016 году стал победителем второй лиги, был капитаном команды. В 2018—2019 годах играл во второй лиге за клуб «Узда», а в 2020 году присоединился ко второй команде из Пинска — «ДЮСШ-3-Стэнлес».
Всего в высшей лиге Беларуси сыграл 48 матчей и забил 2 гола.
Также выступал в высшем дивизионе Беларуси по футзалу за клуб «Аист» (Пинск).

## Достижения
- Финалист Кубка Беларуси: 2009/10
- Победитель первой лиги Беларуси: 2012
- Победитель второй лиги Беларуси: 2016